# Liocranium praepositum
Liocranium praepositum és una espècie de peix pertanyent a la família dels tetrarògids i a l'ordre dels escorpeniformes.

## Etimologia
Liocranium deriva dels mots del grec antic λεῖος (leios, llis) i κρανίον (kranion, crani).

## Descripció
Fa 13 cm de llargària màxima. 12-15 branquiespines. Extrem posterior d'una de les espines de les aletes pelvianes sense arribar, en general, a l'anus. Mandíbula superior relativament allargada. El radi tou més llarg de l'aleta anal és relativament curt. Presenta tres taques: una primera gran, estreta, vertical i travessada al seu centre per la línia lateral; una altra relativament gran també i situada a la base del primer radi tou de l'aleta dorsal (la part superior de la qual s'estén fins a la membrana de la susdita aleta), i una tercera a la línia lateral per sota dels radis tous de l'aleta dorsal. De vegades, la segona i la tercera taques es troben fusionades. Línia lateral contínua.

## Alimentació
El seu nivell tròfic és de 3,03.

## Hàbitat i distribució geogràfica
És un peix marí, demersal (entre 12 i 65 m de fondària) i de clima tropical (18°S-28°S), el qual viu a Austràlia: Austràlia Occidental (l'arxipèlag Dampier), el Territori del Nord i Queensland, incloent-hi la Gran Barrera de Corall. Els suposats registres d'aquesta espècie a Papua Nova Guinea són erronis.

## Observacions
És verinós per als humans i el seu índex de vulnerabilitat és de baix a moderat (34 de 100).